# Serafina Cuomo
Serafina Cuomo (21 maggio 1966) è una storica e matematica italiana, specializzata nella storia dell'antica matematica, inclusi gli studi sull'Antica Roma e Pappo di Alessandria, e nella storia della tecnologia.

## Biografia
Laureata in filosofia all'Università di Napoli, Cuomo ha conseguito dottorato in storia di filosofia all'Università di Cambridge. Ha lavorato all'Imperial College London e all'Università Birkbeck di Londra. Attualmente opera presso il dipartimento di storia classica e antica alla Durham University, in Inghilterra.
Nel 2019 è stata docente presso l'École des hautes études en sciences sociales a Parigi.

## Pubblicazioni
- Pappus of Alexandria and the Mathematics of Late Antiquity (Cambridge Classical Studies, Cambridge University Press, 2000)
- Ancient Mathematics (Sciences of Antiquity, Routledge, 2001)
- Technology and Culture in Greek and Roman Antiquity (Key Themes in Ancient History, Cambridge University Press, 2007)[4]

### Articoli e capitoli
- “Skills and virtues in Vitruvius’ book 10”, in M. Formisano (ed.), War in Words, Leiden: Brill 2011, 309-32
- “All the proconsul’s men: Cicero, Verres and account-keeping”, Annali dell’Università degli studi di Napoli ‘L'Orientale’. Sezione filologico-letteraria. Quaderni 15, Naples 2011, 165-85
- “A Roman engineer’s tales”, Journal of Roman Studies 101 (2011), 143-65
- “Measures for an emperor: Volusius Maecianus’ monetary pamphlet for Marcus Aurelius”, in J. König & T. Whitmarsh (eds.), Ordering Knowledge in the Roman Empire, Cambridge University Press 2007, 206-228
- “The machine and the city: Hero of Alexandria's Belopoeica”, in C.J. Tuplin & T.E. Rihll (eds.), Science and Mathematics in Ancient Greek Culture, Oxford: Oxford University Press 2002, 165-77
- “Divide and rule: Frontinus and Roman land-surveying”, Studies in History and Philosophy of Science 31 (2000), 189-202
- “Shooting by the book: Notes on Tartaglia's ‘Scientia Nova’”, History of Science 35 (1997), 155-88[4]